# Cardinham
Cardinham är en ort och civil parish i Storbritannien.   Den ligger i grevskapet Cornwall och riksdelen England, i den södra delen av landet, 300 km väster om huvudstaden London. Cardinham ligger 112 meter över havet och antalet invånare är 625.
Terrängen runt Cardinham är huvudsakligen platt, men österut är den kuperad. Runt Cardinham är det ganska tätbefolkat, med 120 invånare per kvadratkilometer. Närmaste större samhälle är Bodmin, 5,8 km väster om Cardinham. Trakten runt Cardinham består i huvudsak av gräsmarker.